# Алдешти (Валча)
Алдешти (рум. Aldești) насеље је у Румунији у округу Валча у општини Голешти. Oпштина се налази на надморској висини од 292 m.

## Становништво
Према подацима из 2002. године у насељу је живело 446 становника, од којих су сви румунске националности.